# 姥島
姥島（うばしま）は、神奈川県茅ヶ崎市の沖合1,200m付近にある無人の岩礁群である。乳母島とも記述され、古くは筆嶋とも称された。

## 概要

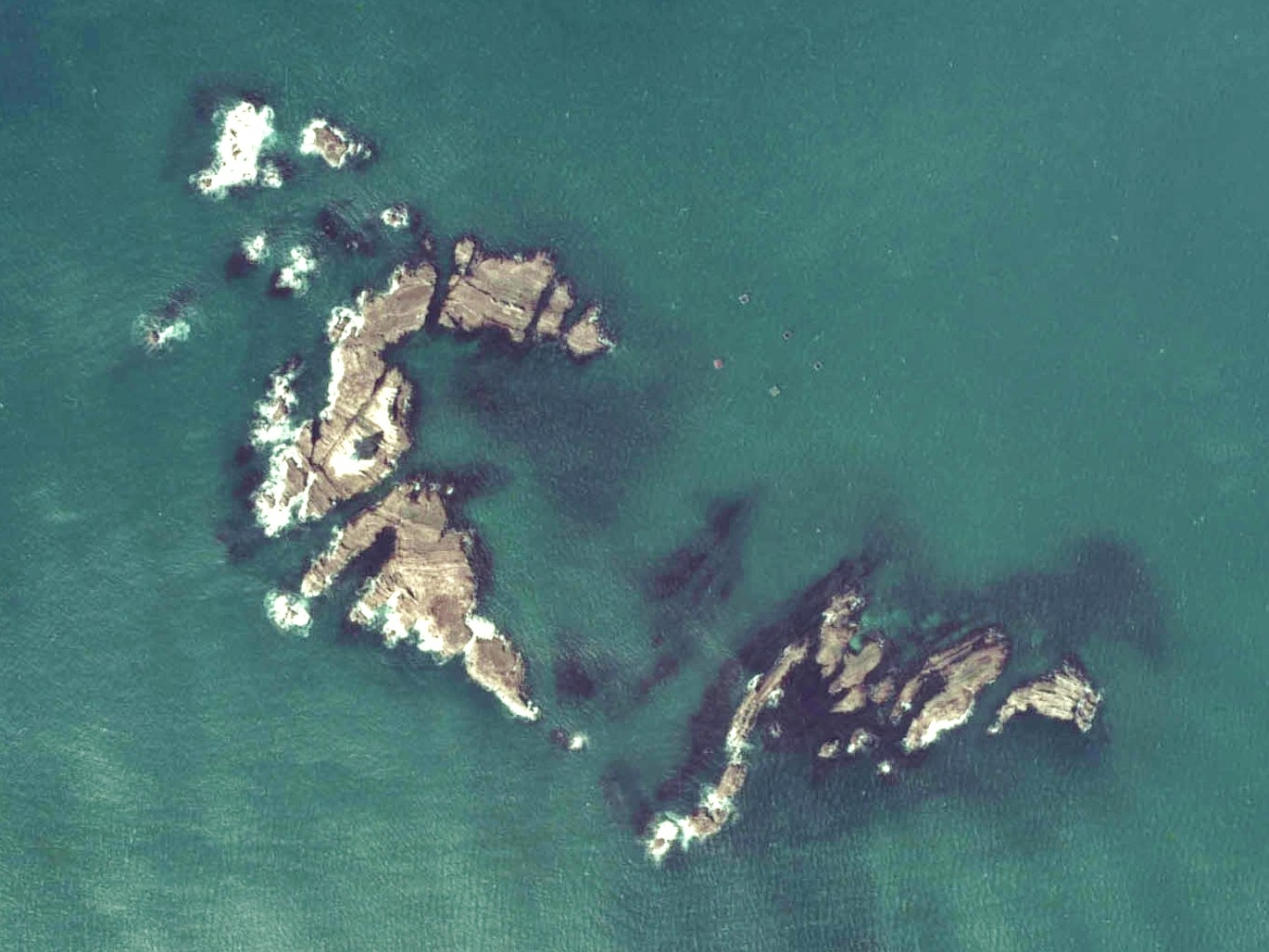
姥島（烏帽子岩）の空中写真。
複数の岩から構成される岩礁群であることが分かる。
（1977年撮影）

高さ20m余り、東西約600m、南北約400mにわたる複数の岩からなり、高低の岩が海中にも存在する。凝灰質砂岩を主とする新第三紀の池子層からなり、最大の岩礁は烏帽子の形をしているため、一般に烏帽子岩（えぼしいわ）とも呼ばれている。釣り人のために茅ヶ崎漁港から渡し船が運航されている。
江戸時代には、対岸にあった相州炮術調練場の大筒稽古においても姥島が標的となることがあった。
太平洋戦争前は烏帽子状の岩の先端がもう少し先に延びスマートな形をしていた。1952年（昭和27年）7月26日に、対岸の辻堂海岸一帯が在日米海軍辻堂演習場となり、本演習場区域を含む海上演習場として、オーボー第一区域（“Area Oboe One”）が定められ、姥島を海岸から海への直接射撃の目標とし、1954年（昭和29年）4月13日まで使用された。このために先端が欠けて現在の姿となったといわれている。
茅ヶ崎市出身の桑田佳祐がリーダーを務めるサザンオールスターズのヒット曲『チャコの海岸物語』や『HOTEL PACIFIC』の歌詞にも歌われている。『希望の轍』のサビの歌詞中に登場する“エボシライン”は、烏帽子岩を望む国道134号を指す、とされるが、実際は道路と海岸の間に砂防林があり、ほとんど見ることが出来ない。
2005年（平成17年）7月26日 - 8月9日にスペースシャトル・ディスカバリーのSTS-114に搭乗した茅ヶ崎市出身の野口聡一宇宙飛行士を応援するため、8月6日に烏帽子岩をライトアップした。